# Loretz-d'Argenton
Loretz-d'Argenton es una comuna nueva francesa situada en el departamento de Deux-Sèvres, de la región de Nueva Aquitania.

## Historia
Fue creada el 1 de enero de 2019, en aplicación de una resolución del prefecto de Deux-Sèvres de 11 de junio de 2018 con la unión de las comunas de Argenton-l'Église y Bouillé-Loretz, pasando a estar el ayuntamiento en la antigua comuna de Argenton-l'Église.

## Demografía
Según los datos aportados en la resolución del prefecto de Deux-Sèvres, la comuna se crea con 2732 habitantes.

## Composición
| Comuna fusionada  | Código INSEE | Población (2016) | Superficie (km²) | Densidad (hab./km²) |
| ----------------- | ------------ | ---------------- | ---------------- | ------------------- |
| Argenton-l'Église | 79014        | 1630             | 25.86            | 63                  |
| Bagneux           | 79026        | 232              | -                | -                   |
| Bouillé-Loretz    | 79043        | 1044             | 26.78            | 39                  |